# Dabel
Dabel is een gemeente in de Duitse deelstaat Mecklenburg-Voor-Pommeren, en maakt deel uit van het Landkreis Ludwigslust-Parchim.
Dabel telt 1.371 inwoners.

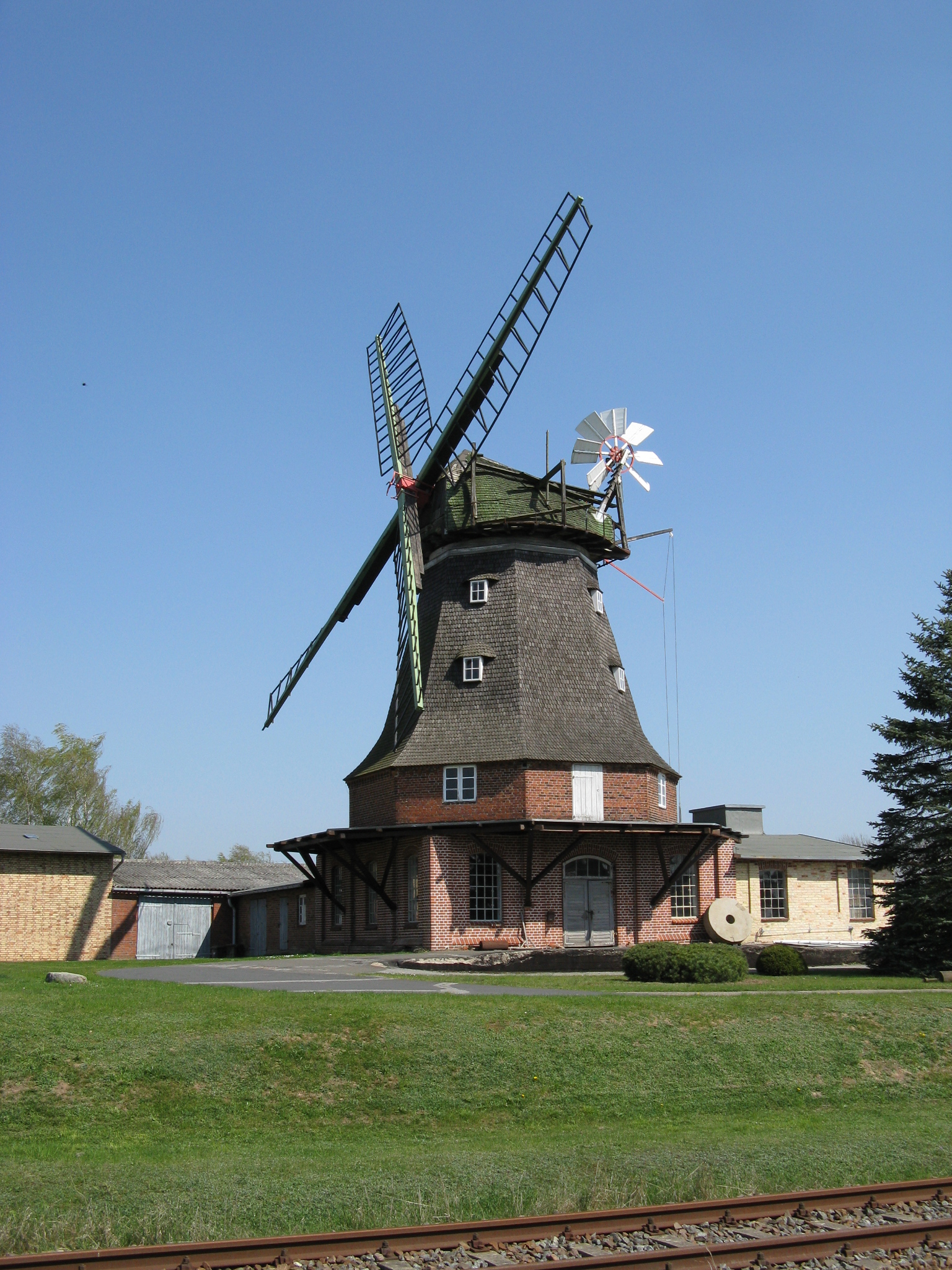
Windmolen bij Dabel
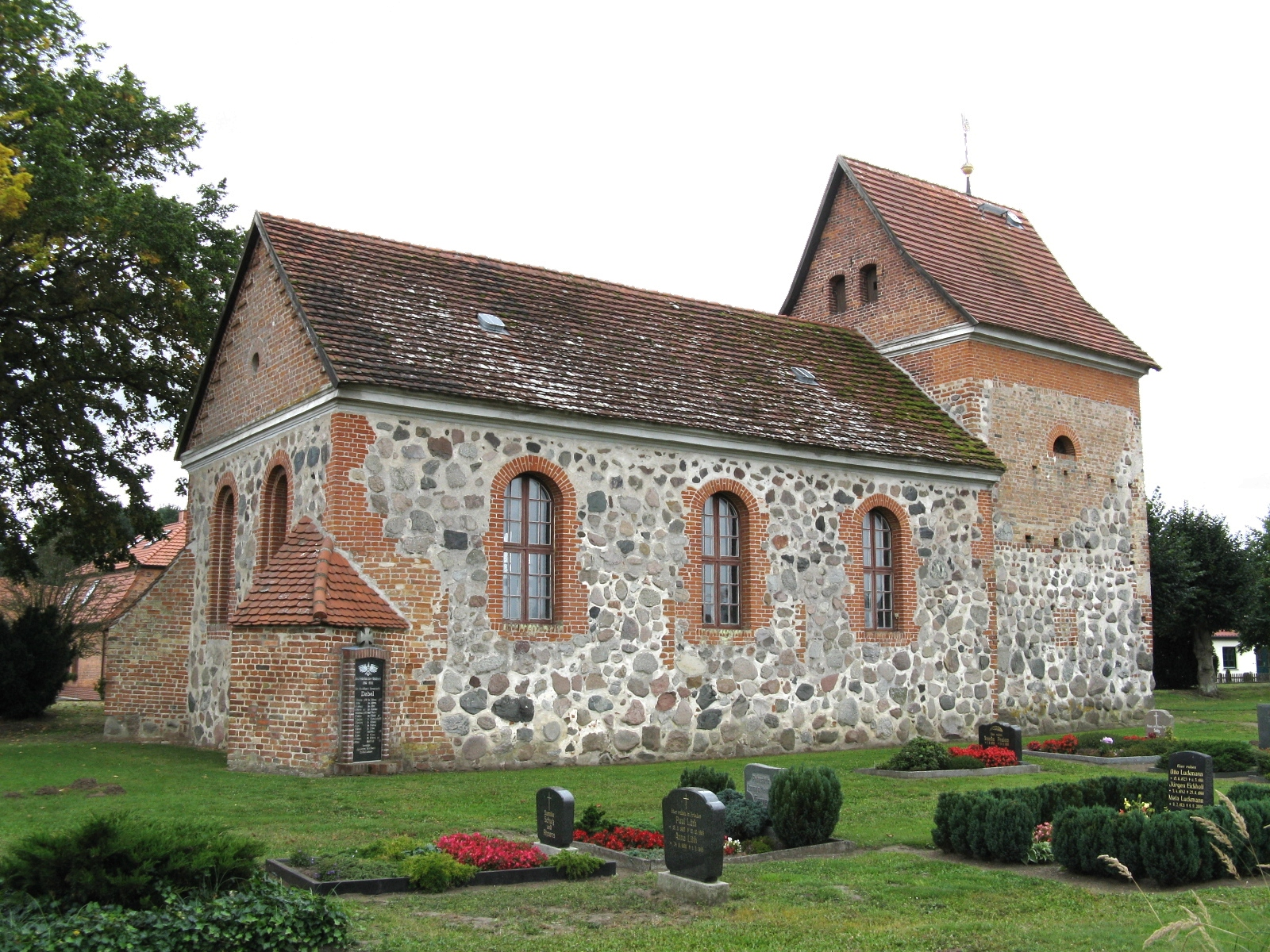
Kerk van Dabel